# Ernst Schäfer
Ernst Schäfer (ur. 1910 w Kolonii, zm. 1992 w Bad Bevensen) – niemiecki zoolog specjalizujący się w ornitologii.
Schäfer wsławił się najpierw jako uczestnik (1931, 1934–1935), a później jako organizator (1938–1939) wypraw do Chin i Tybetu. Tę ostatnią odbył wraz z Bruno Begerem (antropologiem), Karlem Weinertem (geofizykiem), Ernstem Krauze (fotografem i filmowcem) i Edmundem Geere. Wyprawę przeprowadziła organizacja Ahnenerbe – pseudonaukowa przybudówka SS pod patronatem Heinricha Himmlera, zresztą wszyscy jej członkowie byli oficerami SS. Wyprawa oficjalnie szukała aryjskich źródeł rasy niemieckiej w Azji.
Po wojnie Schäfer wyparł się bliższej zażyłości z SS, twierdząc, że członkostwo w niej było jedyną szansą na karierę w nazistowskich Niemczech.
Ernst Schäfer był też autorem kilku książek w tym "Berges, Buddah und Baren". Pomógł też przy produkcji filmu "Geheimnis Tibet".
Był też zapalonym myśliwym, mimo że podczas jednego z polowań pocisk z jego niezabezpieczonej strzelby śmiertelnie ranił jego żonę.

## Literatura
- Christopher Hale, Krucjata alpinistów, Warszawa 2005.
- Isrun Engelhardt: Schäfer, Ernst. In: Neue Deutsche Biographie (NDB). Bd. 22, Duncker & Humblot, Berlin 2005, S. 503 f.
- Geheimnis Tibet. Ein Filmdokument der Deutschen Tibet-Expedition Ernst Schäfer 1938/39 (Hans Albert Lettow, Ernst Schäfer, Carl Junghans, Lothar Bühle, 1938-42)
- Michael H. Kater: Das "Ahnenerbe" der SS 1935-1945. Oldenbourg Verlag, 2001, ISBN 3-486-56529-X
- Reinhard Greve: Tibetforschung im Dritten Reich: Das Sven-Hedin-Institut des SS-Ahnenerbe. Deutsche Fassung eines Vortrags auf dem int. Seminar: "Anthropology of Tibet and the Himalaya", Zürich 1990
- Abenteuer und Rassenwahn – Die Expeditionen der Nazis. Eine Dokumentation 2004 (ASIN 3937163476)
- Ernst Schäfer – Zoologe und Tibetforscher unter Himmler. Eine Dokumentation der ARD
- Isrun Engelhardt: Tibet in 1938-1939 Photographs from the Ernst Schäfer Expedition to Tibet Serindia. Chicago 2007
- Christopher Hale: Himmler's Crusade: The Nazi Expedition to Find the Origins of the Aryan Race. John Wiley & Sons, 2003. ISBN 0-471-26292-7